# Franck Montagny
Franck Montagny (* 5. Januar 1978 in Feurs) ist ein ehemaliger französischer Automobilrennfahrer. Er ist zweifacher Meister der World Series by Nissan (2001, 2003). 2006 bestritt er sieben Formel-1-Rennen. Er war zwölfmal beim 24-Stunden-Rennen von Le Mans am Start. 2006 und 2009 erreichte er dort mit dem zweiten Platz seine beste Gesamtplatzierung. 2014/15 trat er in der FIA-Formel-E-Meisterschaft an.

## Karriere

### Formel Renault und Formel 3 (1994–1998)
Montagny begann seine Motorsportkarriere im Formelsport 1994 in der französischen Formel Renault Campus. Er gewann auf Anhieb dem Meistertitel in dieser Serie. 1995 wechselte Montagny in die französische Formel Renault und startete für La Filière. Mit einem Sieg wurde er Gesamtvierter. 1996 bestritt er eine weitere Saison in der französischen Formel Renault und schloss die Fahrerwertung diesmal auf dem sechsten Platz ab, während sein Teamkollege Sébastien Enjolras den Titel gewann.
1997 blieb Montagny bei La Filière und erhielt ein Cockpit in der französischen Formel-3-Meisterschaft. Er gewann vier Rennen und stand insgesamt fünfmal auf dem Podium. Er beendete seine Debütsaison auf dem vierten Rang. Darüber hinaus bestritt Montagny für La Filière ein Rennen in der britischen Formel-3-Meisterschaft und nahm an den Formel-3-Rennen in Zandvoort und Macau teil. 1998 entschied Montagny für La Filière zehn von 22 Rennen der französischen Formel-3-Meisterschaft für sich. Er unterlag am Saisonende mit 226 zu 229 Punkten knapp David Saelens, der die anderen zwölf Rennen gewonnen hatte, und wurde Vizemeister. Montagny trat zudem erneut zu einem Rennen der britischen Meisterschaft sowie den Einzelrennen in Zandvoort und Macau an. Außerdem debütierte Montagny 1998 für Courage Compétition beim 24-Stunden-Rennen von Le Mans.

### Formel 3000 (1999–2000)
1999 wechselte Montagny zu DAMS und erhielt ein Cockpit in der internationalen Formel-3000-Meisterschaft. Mit einem dritten Platz auf dem Hungaroring stand er einmal auf dem Podium. Er schloss seine Debütsaison auf dem zwölften Gesamtrang ab und setzte sich mit 6 zu 0 Punkten intern gegen seinen Teamkollegen David Terrien durch. Außerdem fuhr Montagny 1999 zwei Langstreckenrennen für DAMS. Zum einen das 24-Stunden-Rennen von Le Mans, zum anderen ein Rennen der American Le Mans Series (ALMS).
2000 blieb Montagny bei DAMS in der Formel 3000. Mit Kristian Kolby erhielt er einen neuen Teamkollegen. Ein vierter Platz war sein bestes Ergebnis und er erreichte den 15. Gesamtrang. Intern setzte er sich mit 5 zu 2 Punkten gegen Kolby durch. Für DAMS fuhr er zudem erneut beim 24-Stunden-Rennen von Le Mans sowie einem ALMS-Rennen.

### World Series by Nissan (2001–2003)
2001 wechselte Montagny zu Epsilon by Graff in die Open Telefónica by Nissan (World Series by Nissan). Mit acht Siegen gewann er die Hälfte aller Rennen. Er setzte sich mit 221 zu 196 Punkten gegen Tomas Scheckter durch und gewann den Meistertitel. Darüber hinaus absolvierte er für ORECA das 24-Stunden-Rennen von Le Mans.
2002 blieb Montagny in der World Series by Nissan. Er ging für Racing Engineering an den Start, gewann vier von 18 Rennen und stand insgesamt zehnmal auf dem Podium. Mit 222 zu 294 Punkten unterlag er Ricardo Zonta und wurde Gesamtzweiter. Teamintern setzte er sich gegen Justin Wilson, der mit 173 Punkten Rang vier belegte, durch. Außerdem absolvierte er zwei Sportwagen- bzw. Langstreckenrennen für ORECA. Beim 24-Stunden-Rennen von Le Mans kam er mit Gesamtplatz sechs erstmals in die Top-10. In der FIA-Sportwagen-Meisterschaft stand er einmal auf dem Podium.
2003 bestritt Montagny seine dritte Saison in der World Series by Nissan. Montagny ging für Gabord Competición an den Start. Er siegte in neun von 18 Rennen und entschied erneut die Meisterschaft für sich. Mit 241 zu 134 gewann er den Titel vor seinem Teamkollegen Heikki Kovalainen, der Zweiter wurde. Außerdem nahm Montagny für Renault als dritter Fahrer beim Großen Preis von Frankreich erstmals an einem Formel-1-Training teil.

### Formel 1 (2004–2007)

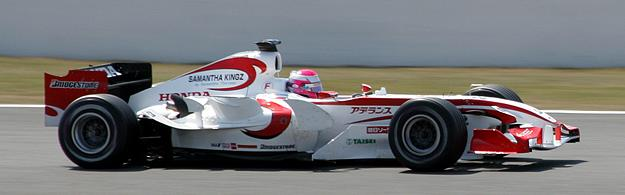
Franck Montagny beim Großen Preis von Frankreich 2006

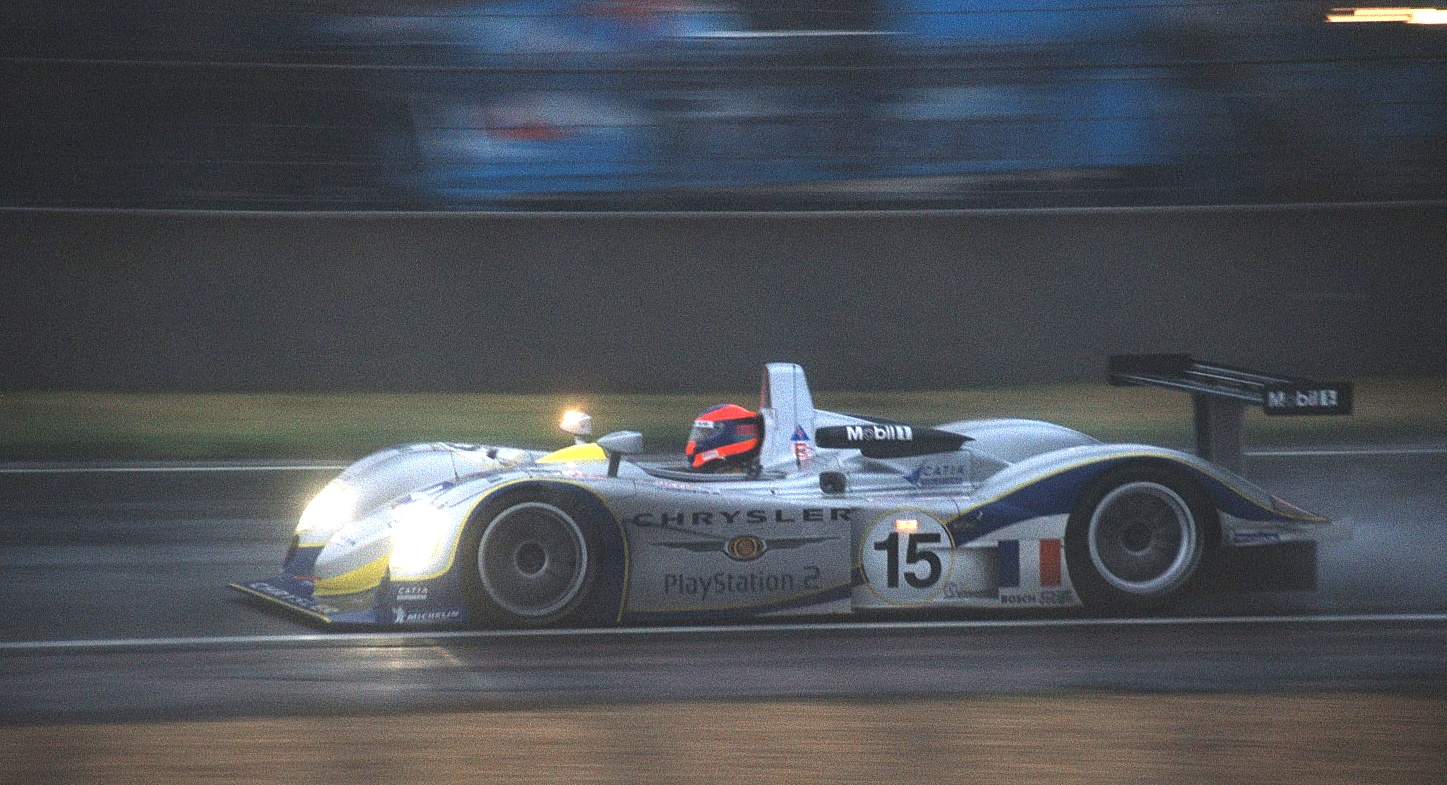
Franck Montagny am Steuer eines Dallara SP1 beim 24-Stunden-Rennen von Le Mans 2001...

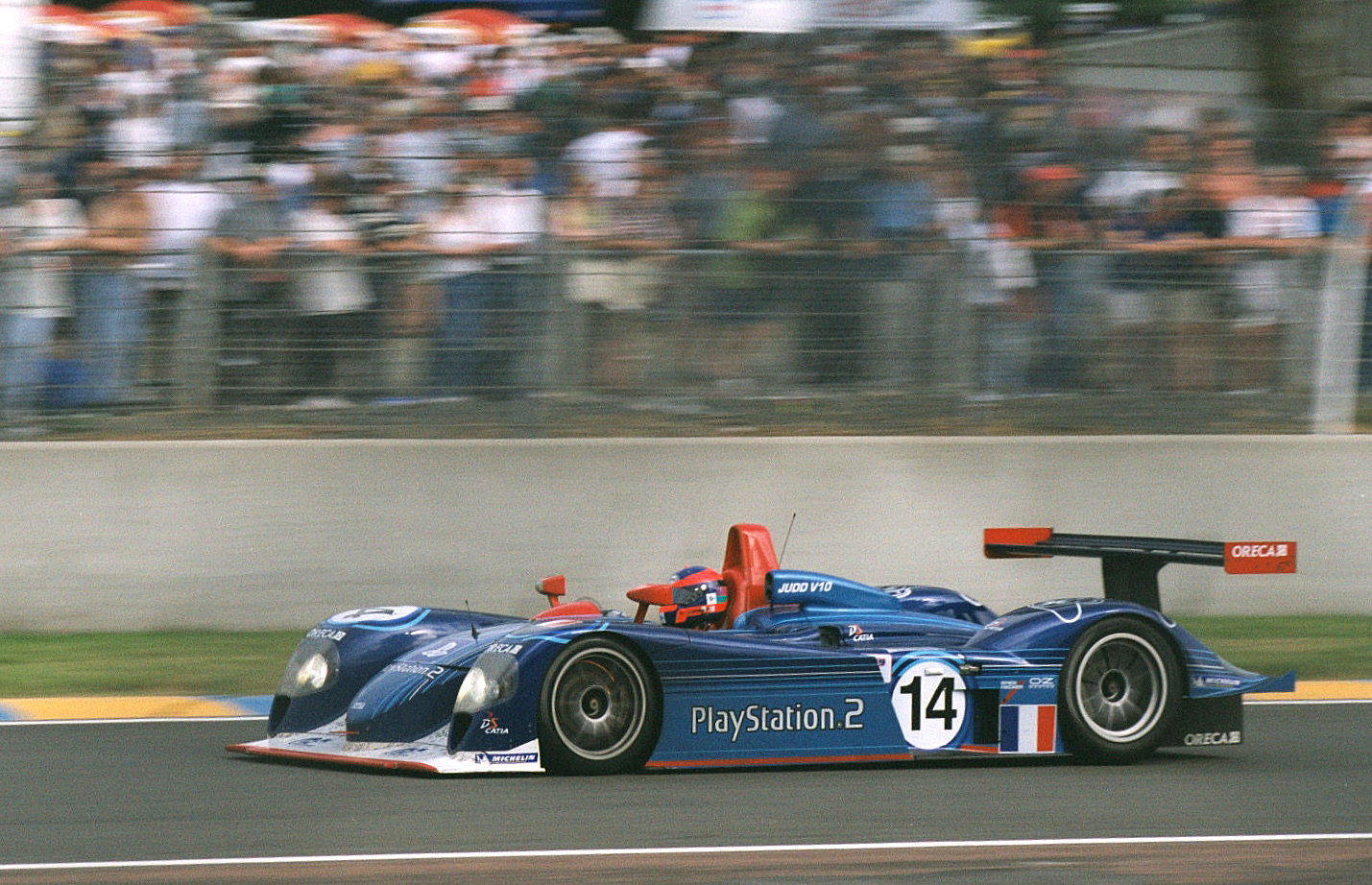
...und 2002

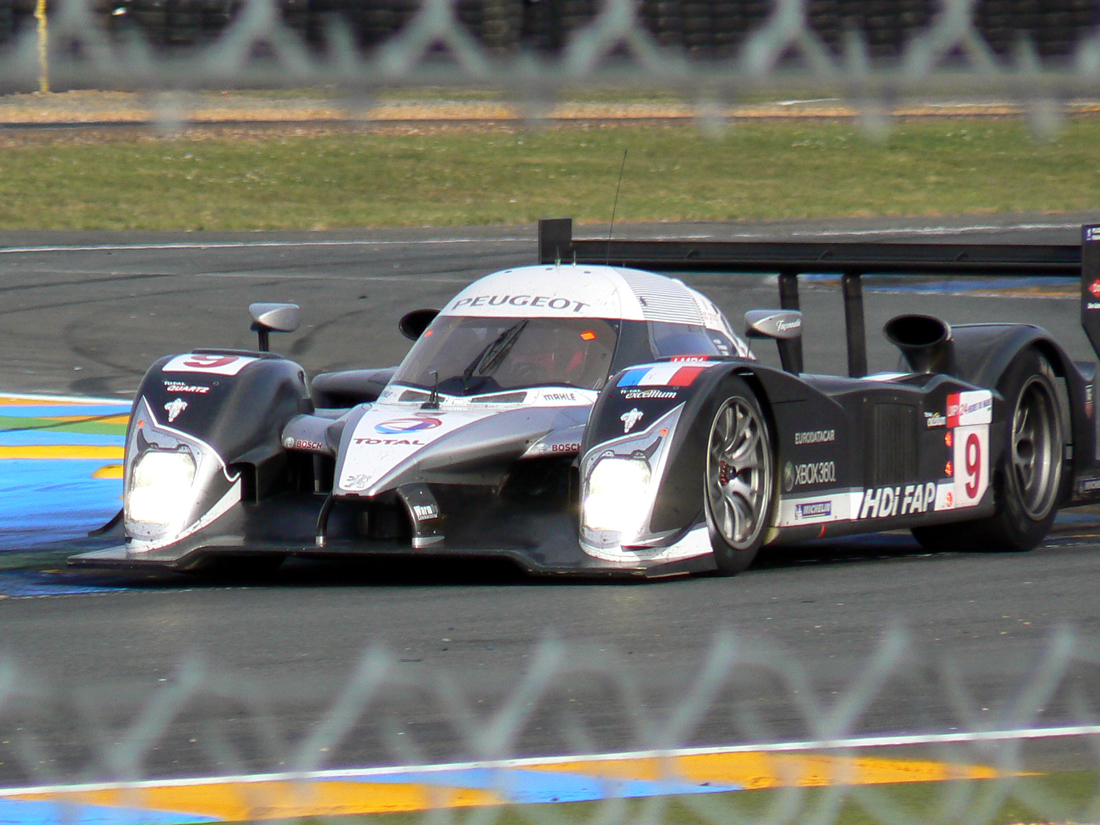
Franck Montagny im Peugeot 908 HDi FAP beim 24-Stunden-Rennen von Le Mans 2008

2004 wurde Montagny Testfahrer bei Renault, die in diesem Jahr keinen dritten Fahrer mehr in Trainings einsetzen durften. 2005 blieb Montagny Testfahrer bei Renault, die in diesem Jahr Konstrukteursweltmeister wurden. Einen Einsatz als dritter Fahrer an einem Grand-Prix-Wochenende absolvierte er für Jordan beim Großen Preis von Europa. Einen Renneinsatz bestritt Montagny 2005 beim 24-Stunden-Rennen von Le Mans für ORECA.
2006 wurde Montagny für die ersten Rennen Ersatzfahrer bei Super Aguri, nahm jedoch nicht als dritter Fahrer am Training teil, da Super Aguri kein drittes einsatzbereites Auto zur Verfügung hatte. Montagny plante anschließend einen Wechsel in die Champ-Car-Serie zu Rocketsports Racing. Allerdings entschied sich das Team für andere Fahrer. Beim fünften Formel-1-Rennen, dem Großen Preis von Europa, sollte Montagny als dritter Fahrer für Super Aguri am Training teilnehmen. Allerdings wurde Stammpilot Yūji Ide ein Tag vor dem Rennen wegen schwacher Leistungen in den ersten Rennen die Superlizenz zunächst vorläufig entzogen, sodass Montagny zum Einsatz kam. Er schied bei seinem Formel-1-Debüt aus. Nachdem Ide die Superlizenz anschließend vollständig entzogen worden war, wurde Montagny zunächst für zwei weitere Rennen als Fahrer neben Takuma Satō bestätigt. Bei dem zweiten dieser Rennen in Monaco gelang es ihm, durch eine solide Leistung im Rennen den 16. Platz einzufahren und Satō im teaminternen Duell zu schlagen. Daraufhin wurde sein Vertrag als Einsatzfahrer um vier Rennen verlängert. Nach dem Großen Preis von Frankreich wurde Montagny durch Sakon Yamamoto ersetzt und übernahm wieder die Position des Test- und Ersatzfahrers. Bei fünf weiteren Grands Prix kam er im Training als dritter Fahrer zum Einsatz. Darüber hinaus fuhr Montagny 2006 für Pescarolo Sport beim 24-Stunden-Rennen von Le Mans und erreichte zusammen mit Eric Hélary und Sébastien Loeb als Zweiter erstmals eine Podest-Platzierung.
2007 wechselte Montagny als Formel-1-Testfahrer zu Toyota. Darüber hinaus bestritt er Testfahrten für Force India im Hinblick auf ein Cockpit für die Formel-1-Saison 2008. Zu einem Engagement kam es jedoch nicht.

### Langstreckenrennen (2008–2012)
2008 plante Montagny einen Wechsel nach Nordamerika in die Champ-Car-Serie. Für Forsythe/Pettit Racing absolvierte er zwei Testtage vor der Saison und erzielte dabei stets die Tagesbestzeit. Zu einem Engagement in der Serie kam es jedoch nicht, da die Serie den Rennbetrieb einstellte. Das letzte Champ-Car-Rennen wurde im Rahmen der IndyCar Series 2008 ausgetragen. Bei diesem Rennen kam Montagny als Zweiter ins Ziel. Da er an keinem anderen Rennen teilnahm, erhielt er dafür jedoch keine Punkte. In dieser Jahreszeit absolvierte Montagny vier A1GP-Rennen für das französische Team. Dabei war ein fünfter Platz seine beste Platzierung. Anschließend war Montagny im Langstreckensport aktiv. Für Andretti Green Racing fuhr er sieben ALMS-Rennen. Dabei gewann er zweimal die LMP2-Wertung und schloss diese Klasse auf dem siebten Rang ab. Beim 24-Stunden-Rennen von Le Mans erhielt er ein Werkscockpit bei Peugeot Sport Total und wurde zusammen mit Christian Klien und Ricardo Zonta Dritter.
2009 erhielt Montagny ein Peugeot-Werkscockpit für ausgewählte Langstreckenrennen. Beim 24-Stunden-Rennen von Le Mans wurde er zusammen mit Sébastien Bourdais und Stéphane Sarrazin Zweiter. In der ALMS absolvierte er zwei Rennen und gewann davon eins zusammen mit Sarrazin. Darüber hinaus trat Montagny 2009 für Andretti Green Racing zu einem IndyCar-Rennen in Sonoma an. 2010 fuhr Montagny für Peugeot ein Rennen in der Le Mans Series, zwei Rennen im Intercontinental Le Mans Cup (ILMC) sowie das 24-Stunden-Rennen von Le Mans. Dabei gewann er beide ILMC-Rennen zusammen mit Sarrazin. Bei einem Sieg wurden die beiden zudem von Pedro Lamy unterstützt. Im Formelsport war Montagny 2010 in der Superleague Formula aktiv. Er bestritt zwölf Rennen für das von Barazi-Epsilon betreute Team von Girondins Bordeaux und gewann ein Rennen in Jarama.
2011 bestritt Montagny alle ILMC-Rennen für Peugeot. Zusammen mit Sarrazin und Alexander Wurz erzielte er einen Sieg. Montagny stand bei sechs von sieben Rennen auf dem Podium. Unter anderem wurde er zusammen mit Nicolas Minassian und Sarrazin Dritter beim 24-Stunden-Rennen von Le Mans. Nach dem Saisonende zog sich Peugeot aus dem Langstreckensport zurück, sodass Montagny sein Cockpit verlor.
2012 gewann Montagny zunächst für Level 5 Motorsports die LMP2-Wertung bei einem ALMS-Rennen. Anschließend erhielt er kurzfristig als Verletzungsvertretung für Guillaume Moreau ein Cockpit bei OAK Racing für das 24-Stunden-Rennen von Le Mans, das zur neugegründeten FIA-Langstrecken-Weltmeisterschaft (WEC) zählte. Nach diesen zwei Rennen trat er gegen Ende des Jahres zu einem Rennen der V8 Supercars an.

### Formel E (2014)
Nachdem Montagny 2013 in keiner Rennserie aktiv gewesen war, kehrte er 2014 zum Andretti-Rennstall, der nun als Andretti Autosport an den Start ging, zurück. Zunächst erhielt er ein Cockpit für den Grand Prix of Indianapolis in der IndyCar Series. Er schied bei diesem Rennen aus. Anschließend blieb er bei Andretti Autosport, kam jedoch bei keinem weiteren IndyCar-Rennen zum Einsatz. Er wurde für die neugegründete FIA-Formel-E-Meisterschaft unter Vertrag genommen und sollte die vollständige Saison 2014/15 für Andretti bestreiten. Bereits beim ersten Rennen, Beijing ePrix 2014, erreichte er mit dem zweiten Platz eine Podest-Platzierung. Zum dritten Rennen trat nicht mehr an. Montagny gab gesundheitliche Gründe für diese Pause an. Wenig später wurde bekannt, dass Montagny beim zweiten Rennen, dem Putrajaya ePrix beim Dopingtest positiv auf Kokain getestet wurde. Montagny wurde gesperrt und verzichtete auf die Testung der B-Probe. Am 28. März 2015 wurde Montagny nachträglich disqualifiziert und für zwei Jahre vom FIA Anti-Doping-Komitee gesperrt.

## Statistik

### Karrierestationen
| - 1994: Französische Formel Renault Campus (Meister) - 1995: Französische Formel Renault (Platz 4) - 1996: Französische Formel Renault (Platz 6) - 1997: Französische Formel 3 (Platz 4) - 1997: Britische Formel 3 (Platz 18) - 1998: Französische Formel 3 (Platz 2) - 1998: Britische Formel 3 - 1999: Formel 3000 (Platz 12) - 1999: ALMS, Prototype - 2000: Formel 3000 (Platz 15) - 2000: ALMS, Prototype (Platz 40) - 2001: Open Telefónica by Nissan (Meister) | - 2002: World Series by Nissan (Platz 2) - 2002: FIA-Sportwagen-Meisterschaft, SR1 (Platz 15) - 2003: World Series by Nissan (Meister) - 2003: Formel 1 (Testfahrer) - 2004: Formel 1 (Testfahrer) - 2005: Formel 1 (Testfahrer) - 2006: Formel 1 (Platz 27) - 2007: Formel 1 (Testfahrer) - 2008: A1GP - 2008: ALMS, LMP2 (Platz 7) - 2008: IndyCar Series (Platz 40) - 2009: ALMS, LMP1 (Platz 5) | - 2009: IndyCar Series (Platz 38) - 2010: ILMC, LMP1 - 2010: Le Mans Series, LMP1 (Platz 17) - 2010: Superleague Formula - 2011: ILMC, LMP1 - 2012: ALMS, LMP2 - 2012: WEC (Platz 100) - 2012: V8 Supercars - 2014: IndyCar Series (Platz 36) - 2015: Formel E (Platz 16) |

### Statistik in der Formel-1-Weltmeisterschaft
Diese Statistik umfasst alle Teilnahmen des Fahrers an der Formel-1-Weltmeisterschaft.

#### Gesamtübersicht
| Saison | Team                  | Chassis          | Motor        | Rennen | Siege | Zweiter | Dritter | Poles | schn. Rennrunden | Punkte | WM-Pos. |
| ------ | --------------------- | ---------------- | ------------ | ------ | ----- | ------- | ------- | ----- | ---------------- | ------ | ------- |
| 2006   | Super Aguri Formula 1 | Super Aguri SA05 | Honda 2.4 V8 | 7      | –     | –       | –       | –     | –                | –      | 27.     |
| Gesamt | Gesamt                | Gesamt           | Gesamt       | 7      | –     | –       | –       | –     | –                | –      |         |

#### Einzelergebnisse
| Saison | 1 | 2 | 3 | 4   | 5   | 6  | 7  | 8   | 9   | 10 | 11 | 12 | 13 | 14 | 15 | 16 | 17 | 18 |
| ------ | - | - | - | --- | --- | -- | -- | --- | --- | -- | -- | -- | -- | -- | -- | -- | -- | -- |
| 2006   |   |   |   |     |     |    |    |     |     |    |    |    |    |    |    |    |    |    |
|        |   |   |   | DNF | DNF | 16 | 18 | DNF | DNF | 16 |    |    |    |    |    |    |    |    |

| Legende  | Legende            | Legende                                                          |
| Farbe    | Abkürzung          | Bedeutung                                                        |
| -------- | ------------------ | ---------------------------------------------------------------- |
| Gold     | –                  | Sieg                                                             |
| Silber   | –                  | 2. Platz                                                         |
| Bronze   | –                  | 3. Platz                                                         |
| Grün     | –                  | Platzierung in den Punkten                                       |
| Blau     | –                  | Klassifiziert außerhalb der Punkteränge                          |
| Violett  | DNF                | Rennen nicht beendet (did not finish)                            |
| Violett  | NC                 | nicht klassifiziert (not classified)                             |
| Rot      | DNQ                | nicht qualifiziert (did not qualify)                             |
| Rot      | DNPQ               | in Vorqualifikation gescheitert (did not pre-qualify)            |
| Schwarz  | DSQ                | disqualifiziert (disqualified)                                   |
| Weiß     | DNS                | nicht am Start (did not start)                                   |
| Weiß     | WD                 | zurückgezogen (withdrawn)                                        |
| Hellblau | PO                 | nur am Training teilgenommen (practiced only)                    |
| Hellblau | TD                 | Freitags-Testfahrer (test driver)                                |
| ohne     | DNP                | nicht am Training teilgenommen (did not practice)                |
| ohne     | INJ                | verletzt oder krank (injured)                                    |
| ohne     | EX                 | ausgeschlossen (excluded)                                        |
| ohne     | DNA                | nicht erschienen (did not arrive)                                |
| ohne     | C                  | Rennen abgesagt (cancelled)                                      |
| ohne     | keine WM-Teilnahme |                                                                  |
| sonstige | P/fett             | Pole-Position                                                    |
| sonstige | 1/2/3/4/5/6/7/8    | Punktplatzierung im Sprint-/Qualifikationsrennen                 |
| sonstige | SR/kursiv          | Schnellste Rennrunde                                             |
| sonstige | *                  | nicht im Ziel, aufgrund der zurückgelegten Distanz aber gewertet |
| sonstige | ()                 | Streichresultate                                                 |
| sonstige | unterstrichen      | Führender in der Gesamtwertung                                   |

### Einzelergebnisse in der IndyCar Series
| Jahr | Team                   | 1   | 2   | 3   | 4    | 5    | 6    | 7   | 8   | 9   | 10  | 11  | 12  | 13  | 14  | 15  | 16  | 17  | 18  | 19  | Punkte | Rang |
| ---- | ---------------------- | --- | --- | --- | ---- | ---- | ---- | --- | --- | --- | --- | --- | --- | --- | --- | --- | --- | --- | --- | --- | ------ | ---- |
| 2008 | Forsythe/Pettit Racing | HMS | STP | MOT | LBH  | KAN  | INDY | MIL | TXS | IOW | RIR | WGL | NSH | MDO | EDM | KTY | SNM | DET | CHI | SRF | 0      | 40.  |
| 2008 | Forsythe/Pettit Racing |     | 2   |     |      |      |      |     |     |     |     |     |     |     |     |     |     |     |     |     | 0      | 40.  |
| 2009 | Andretti Green Racing  | STP | LBH | KAN | INDY | MIL  | TXS  | IOW | RIR | WGL | TOR | EDM | KTY | MDO | SNM | CHI | MOT | HMS |     |     | 12     | 38.  |
| 2009 | Andretti Green Racing  |     |     |     |      |      |      |     |     |     |     |     | 20  |     |     |     |     |     |     |     | 12     | 38.  |
| 2014 | Andretti Autosport     | STP | LBH | ALA | IMS  | INDY | DET  | DET | TXS | HOU | HOU | POC | IOW | TOR | TOR | MDO | MIL | SNM | FON |     | 8      | 36.  |
| 2014 | Andretti Autosport     |     | 22  |     |      |      |      |     |     |     |     |     |     |     |     |     |     |     |     |     | 8      | 36.  |

| Farbe      | Bedeutung                                          |
| ---------- | -------------------------------------------------- |
| Gold       | Sieger                                             |
| Silber     | 2. Platz                                           |
| Bronze     | 3. Platz                                           |
| Grün       | 4. und 5. Platz                                    |
| Hellblau   | 6. bis 10. Platz                                   |
| Dunkelblau | Rennen beendet (außerhalb der ersten zehn Piloten) |
| Violett    | Rennen nicht beendet                               |
| Rot        | nicht qualifiziert (DNQ)                           |
| Schwarz    | disqualifiziert (DSQ)                              |
| Weiß       | nicht am Start (DNS)                               |
| Weiß       | zurückgezogen (WD)                                 |
| Weiß       | Rennen abgesagt (C)                                |
| Blanko     | nicht teilgenommen                                 |
| Blanko     | nicht erschienen (DNA)                             |
| Blanko     | verletzt oder krank (INJ)                          |
| Blanko     | ausgeschlossen (EX)                                |

Anmerkungen
1. ↑  Fand am selben Tag wie der Toyota Grand Prix of Long Beach statt.
2. ↑  Fand am selben Tag wie der Indy Japan 300 statt.
3. ↑  Es wurden keine Punkte vergeben.

### Einzelergebnisse in der FIA-Formel-E-Meisterschaft
| Jahr    | Team               | 1   | 2   | 3   | 4   | 5   | 6   | 7   | 8   | 9   | 10  | 11  | Punkte | Rang |
| ------- | ------------------ | --- | --- | --- | --- | --- | --- | --- | --- | --- | --- | --- | ------ | ---- |
| 2014/15 | Andretti Autosport | BEI | PUT | PUN | BUE | MIA | LBH | MON | BER | MOS | LON | LON | 18     | 16.  |
| 2014/15 | Andretti Autosport | 2   | DSQ | EX  | EX  | EX  | EX  | EX  | EX  | EX  | EX  | EX  | 18     | 16.  |

| Legende                      | Legende       | Legende                                                                 |
| Farbe                        | Abkürzung     | Bedeutung                                                               |
| ---------------------------- | ------------- | ----------------------------------------------------------------------- |
| Gold                         | —             | Sieger                                                                  |
| Silber                       | —             | 2. Platz                                                                |
| Bronze                       | —             | 3. Platz                                                                |
| Grün                         | —             | Platzierung in den Punkten                                              |
| Blau                         | —             | Klassifiziert außerhalb der Punkteränge                                 |
| Violett                      | DNF           | Rennen nicht beendet                                                    |
| Violett                      | NC            | nicht klassifiziert                                                     |
| Rot                          | DNQ           | nicht qualifiziert                                                      |
| Schwarz                      | DSQ           | disqualifiziert                                                         |
| Weiß                         | DNS           | nicht am Start                                                          |
| Weiß                         | WD            | zurückgezogen                                                           |
| Weiß                         | C             | Rennen abgesagt                                                         |
| Blanko                       |               | nicht teilgenommen                                                      |
| Blanko                       | DNP           | gemeldet, aber nicht teilgenommen                                       |
| Blanko                       | INJ           | verletzt oder krank                                                     |
| Blanko                       | EX            | ausgeschlossen                                                          |
| sonstige Formate und Zeichen | P/fett        | Pole-Position                                                           |
| sonstige Formate und Zeichen | kursiv        | Schnellste Rennrunde (ab 2017/18: Schnellste Rennrunde der ersten Zehn) |
| sonstige Formate und Zeichen | unterstrichen | Führender in der Gesamtwertung                                          |
| sonstige Formate und Zeichen | °             | FanBoost                                                                |
| sonstige Formate und Zeichen | *             | nicht im Ziel, aufgrund der zurückgelegten Distanz aber gewertet        |
| sonstige Formate und Zeichen | ( )           | Streichresultat                                                         |

### Le-Mans-Ergebnisse
| Jahr | Team                   | Fahrzeug               | Teamkollege        | Teamkollege        | Platzierung | Ausfallgrund |
| ---- | ---------------------- | ---------------------- | ------------------ | ------------------ | ----------- | ------------ |
| 1998 | Courage Compétition    | Courage C36            | Olivier Grouillard | Henri Pescarolo    | Rang 15     |              |
| 1999 | Team DAMS              | Lola B98/10            | David Terrien      | Christophe Tinseau | Ausfall     | Motorschaden |
| 2000 | Team DAMS              | Cadillac Northstar LMP | Éric Bernard       | Emmanuel Collard   | Rang 19     |              |
| 2001 | Viper Team ORECA       | Chrysler LMP 2001      | Yannick Dalmas     | Stéphane Sarrazin  | Ausfall     | Motorschaden |
| 2002 | PlayStation Team ORECA | Dallara SP1            | Nicolas Minassian  | Stéphane Sarrazin  | Rang 6      |              |
| 2005 | Audi Playstation ORECA | Audi R8                | Jean-Marc Gounon   | Stéphane Ortelli   | Rang 4      |              |
| 2006 | Pescarolo Sport        | Pescarolo C60          | Eric Hélary        | Sébastien Loeb     | Rang 2      |              |
| 2008 | Team Peugeot Total     | Peugeot 908 HDi FAP    | Christian Klien    | Ricardo Zonta      | Rang 3      |              |
| 2009 | Team Peugeot Total     | Peugeot 908 HDi FAP    | Sébastien Bourdais | Stéphane Sarrazin  | Rang 2      |              |
| 2010 | Team Peugeot Total     | Peugeot 908 HDi FAP    | Nicolas Minassian  | Stéphane Sarrazin  | Ausfall     | Motorschaden |
| 2011 | Team Peugeot Total     | Peugeot 908            | Nicolas Minassian  | Stéphane Sarrazin  | Rang 3      |              |
| 2012 | OAK Racing             | OAK Pescarolo 01       | Bertrand Baguette  | Dominik Kraihamer  | Ausfall     |              |

### Sebring-Ergebnisse
| Jahr | Team                | Fahrzeug            | Teamkollege       | Teamkollege        | Platzierung | Ausfallgrund |
| ---- | ------------------- | ------------------- | ----------------- | ------------------ | ----------- | ------------ |
| 2009 | Team Peugeot Total  | Peugeot 908 HDi FAP | Stéphane Sarrazin | Sébastien Bourdais | Rang 2      |              |
| 2011 | Peugeot Sport Total | Peugeot 908         | Stéphane Sarrazin | Pedro Lamy         | Rang 3      |              |